# 니시요코하마역
니시요코하마역(일본어: 西横浜駅、にしよこはまえき)은 일본 가나가와현 요코하마시 니시구에 위치한 사가미 철도 본선의 역이다. 역 번호는 SO03이다.

## 역 구조
섬식 승강장 1면 2선의 지상역에서 교상 역사를 갖는다.
2005년 6월 26일에 신역사가 사용 개시되었다. 신역사는 철골조 2층 연면적 596㎡로 외벽과 계단상 가게의 벽에 유리 스크린을 채용하고, 밝고 트인 공간을 실현하고 있다. 역 대합실과 승강장을 연결하는 에스컬레이터와 엘리베이터가 각 1기 설치되어 오스토 메이트 대응의 다목적 화장실도 설치되었다. 과선교의 양끝에는 요코하마 시의 부담으로 엘리베이터가 1기씩 설치되었다. 역사는 사가미 철도선과 구내 남쪽에서 평행하는 동일본여객철도(JR 동일본) 도카이도 본선의 가도교와 직결된다.
또한, 본 역의 북쪽에는 전기도선이 설치되어 있지만, 이것은 호시카와역 인근에서 연속 입체 교차 사업이 진행 중인 관계로, 본 역에 존재하던 전기도선을 모두 이전한 것이다.

### 승강장
| 번호 | 노선 | 방향 | 행선                                        |
| ---- | ---- | ---- | ------------------------------------------- |
| 1    | 본선 | 하행 | 후타마타가와・야마토・에비나・쇼난다이 방면 |
| 2    | 본선 | 상행 | 요코하마 방면                               |

## 역 주변
- 후지다나 상점가
- 니코니코 상점가
- 산모루 니시요코하마
- 후지다나 1번가
- 니시마에 상점가
- 국도 제1호선
- 요코하마 시립 미나미센겐 보육원
- 고우후쿠지
- 요코하마 고우후쿠지 우체국
- 요코하마 구보초 우체국
- 가나가와 신용 금고 도베 지점
- 니시 구청(니시 구 종합 청사)
- 오와리야바시
- 환상 1호선
- 국도 제16호선
- 수도교
- 가나가와 닛산 자동차
- 시네마 노베센토

## 역사
- 1929년 2월 14일: 영업 개시.
- 1948년 9월 13일: 호도가야와의 연계 화물선 개통.
- 1964년 12월 1일: 교상 역사 완공, 2일부터 영업 개시[2].
- 1979년 10월 6일: 호도가야와의 연계 화물선 폐지.
- 1993년 2월 14일: 본 역 부근에서 불발탄 처리 실시.
- 2005년 6월 26일: 신역사 사용 개시.

## 사진

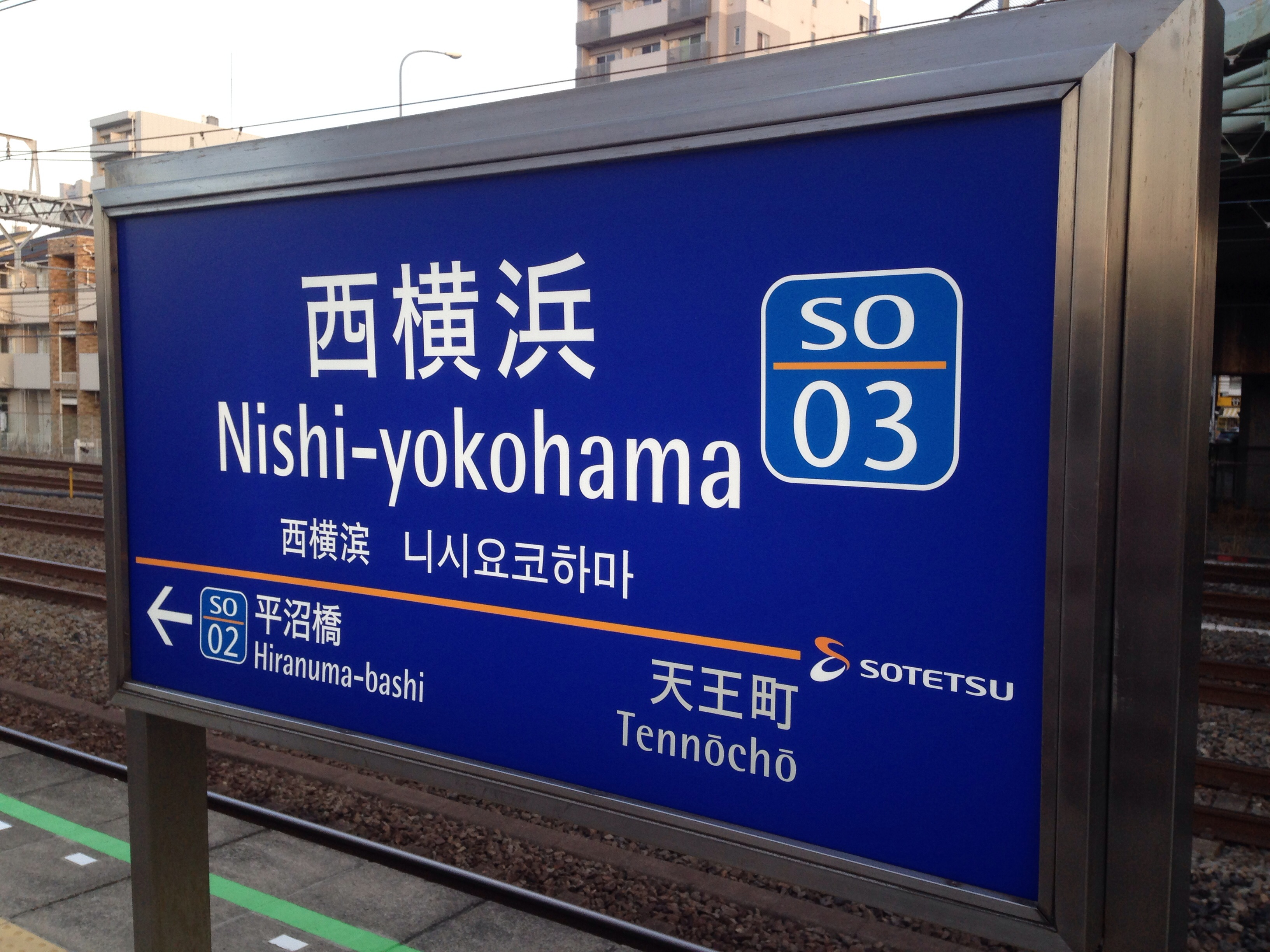
역명판

## 인접역
| 사가미 철도 본선                | 사가미 철도 본선 | 사가미 철도 본선        |
| ------------------------------- | ---------------- | ----------------------- |
| SO02 히라누마바시 요코하마 방면 | ■ 각역정차       | 덴노초 SO04 에비나 방면 |